# 室女座σ
室女座σ，又名BD+06 2722，HD 115521、SAO 119855、HR 5015，是室女座的一颗恒星，视星等为4.8，位于銀經320.14，銀緯67.46，其B1900.0坐标为赤經13h 12m 33.2s，赤緯+5° 67.46′ 48″。